# TAFRO-Syndrom
Das TAFRO-Syndrom Akronym für Thrombozytopenie, Anasarka, Fieber, Retikuläre Fibrose und Organomegalie,  ist eine sehr seltene angeborene Erkrankung mit den namensgebenden Hauptmerkmalen.
Das Syndrom wird als Variante der idiopathischen multizentrischen Form des Morbus Castleman (iMCD) angesehen.
Synonyme sind: Thrombozytopenie-Anasarka-Fieber-Nebenniereninsuffizienz-Organomegalie-Syndrom; englisch Castleman-Kojima disease
Die Namensbezeichnung bezieht sich auf den japanischen Pathologen Masaru Kojima und Mitarbeiter.
Die Häufigkeit wird mit unter 1 zu 1.000.000 angegeben. Die Erkrankung kann in jedem Lebensalter auftreten.
Weiteres zu Klinik, Diagnostik und Behandlung s. unter Morbus Castleman.